# Pilumnoidea
Pilumnoidea is een superfamilie van krabben en omvat de volgende families: 

## Families
- Galenidae (Alcock, 1898)
- Pilumnidae (Samouelle, 1819)
- Tanaochelidae (Ng & Clark, 2000)